# Cinque Torri
A Cinque Torri (magyarul Öt torony) egy sziklatorony-csoport a Dolomitokban, Cortina d’Ampezzo és a Falzarego-hágó közötti fennsíkon. Legmagasabb csúcsa 2361 m tszf. magasságú.

## Fekvése
A Cinque Torri több oszlopformájú szikla csoportja, melyek egykor egyetlen sziklatömböt képeztek, de az erózió következtében különböző nagyságú darabokra széttöredeztek. Első ránézésre megkülönböztethető az öt legnagyobb méretű, különálló sziklatorony, emiatt kapta a formáció az „Öt torony” elnevezést. Az öt fő torony és az őket alkotó kisebb sziklaegységek nevei a következők:
- Torre Grande, a „Nagy-torony”, amelynek három csúcsa van (északon a Cima Nord, délen a Cima Sud, nyugaton Cima Ovest),
- Torre Seconda, a „Második torony”, amely három külön toronyból áll (Torre Lusy, Torre del Barancio, és Torre Romana),
- Torre Terza, a „Harmadik torony”, vagy Torre Latina, „Latin-torony”,
- Torre Quarta, a „Negyedik torony”, amely két különálló sziklafogból áll (az alacsonyabb Torre Quarta Bassa, a magasabb Torre Quarta Alta),
- Torre Quinta, az „Ötödik torony”, vagy Torre Inglese, „Angol-torony”.

Legmagasabb a Torre Grande (2361 m). Az ezredforduló előtti képeken még látható volt egy (talpától mérve) 50 magas, durva felületű keskeny sziklatű, a Trephor, de ezt az erózió annyira lepusztította, hogy 2004 júniusának elején összeomlott. A sziklatornyok biztonságát szakértők megvizsgálták, és 2005-ben azt valószínűsítették, hogy a Torra Inglese lesz a következő, amely összeroskadhat.
A Cinque Torri-tól délnyugatra kezdődik a Nuvolau-hegycsoport, melynek tagjai a Nuvolau, az Averau magasplató és a Giau-hágót uraló Ra Gusela torony. A tornyoktól délkeletre fekszik a Croda da Lago tömbje.

## Történelme
Az első világháború során, az 1915-ös olasz hadüzenet után az osztrák–magyar csapatokat az államhatárról a jól védhető magashegyi védőállásokba vonták vissza. A Dolomiti-front itteni szakasza a Tofanák, a Falzarego-hágót uraló Lagazuoi hegylánc, a Valparola-hágót védő Tre Sassi erőd, és a Buchenstein-völgyet biztosító Col di Lana mentén haladt a Pordoi-hágóig. Az olaszok elfoglalták Cortina d’Ampezzót, a Falzarego-hágót és az ettől délre elterülő hegyvidéket, a Cinque Torrival együtt. A tornyok környékéről olasz nehéztüzérség lőtte a Lagazuoi sziklafalának tetején beásott osztrák–magyar védőállásokat. A közeli Averau hegy platójáról fényszórókkal világították be a Lagazuoi falát. A magashegyi harcok 1917 október végéig tartottak, ekkor az Isonzónál elért caporettói áttörés nyomán a Tirolt támadó olasz csapatokat bekerítés fenyegette, és visszavonták őket a Piave mögé. A 21. században szabadtéri emlékmúzeumokat rendeztek be a Falzarego-hágó körüli harcok színhelyén, a Nuvolau-hegycsoporttól a Cinque Torri-n keresztül egészen a Valparola-hágóig, több háborús fedezéket, lőállást, erődöt restauráltak, a Tre Sassi erődben állandó kiállítást rendeztek be.

## Turizmus, sport
A Cinque Torri mind a hegyjáró turisták, mind a hegymászók számára kedvelt túracél. Számos kiépített vasalt mászóút várja őket, többféle nehézségi besorolással. A Cinque Torri lábához a Falzarego-hágó főútjáról könnyű sétával el lehet jutni. Több menedékház is működik a térségben, köztük a Rifugio Cinque Torri (2137 m). és a tornyok lábától nyugatra a Rifugio Scoiattoli (2255 m, ejtsd [szkojattóli]).
A Cinque Torri körüli területen sífutópálya és lesiklópályák is vannak, egyrészt észak felé, az SS48. sz. főútra néző lejtőn (liftállomás a Baita Bai de Dones vendéglőnél) másrészt a délre, a Nuvolau-csoport melletti lejtőn, a lift völgyállomása a Giau-hágó útján (SP638), a Fedare menedékháznál van.

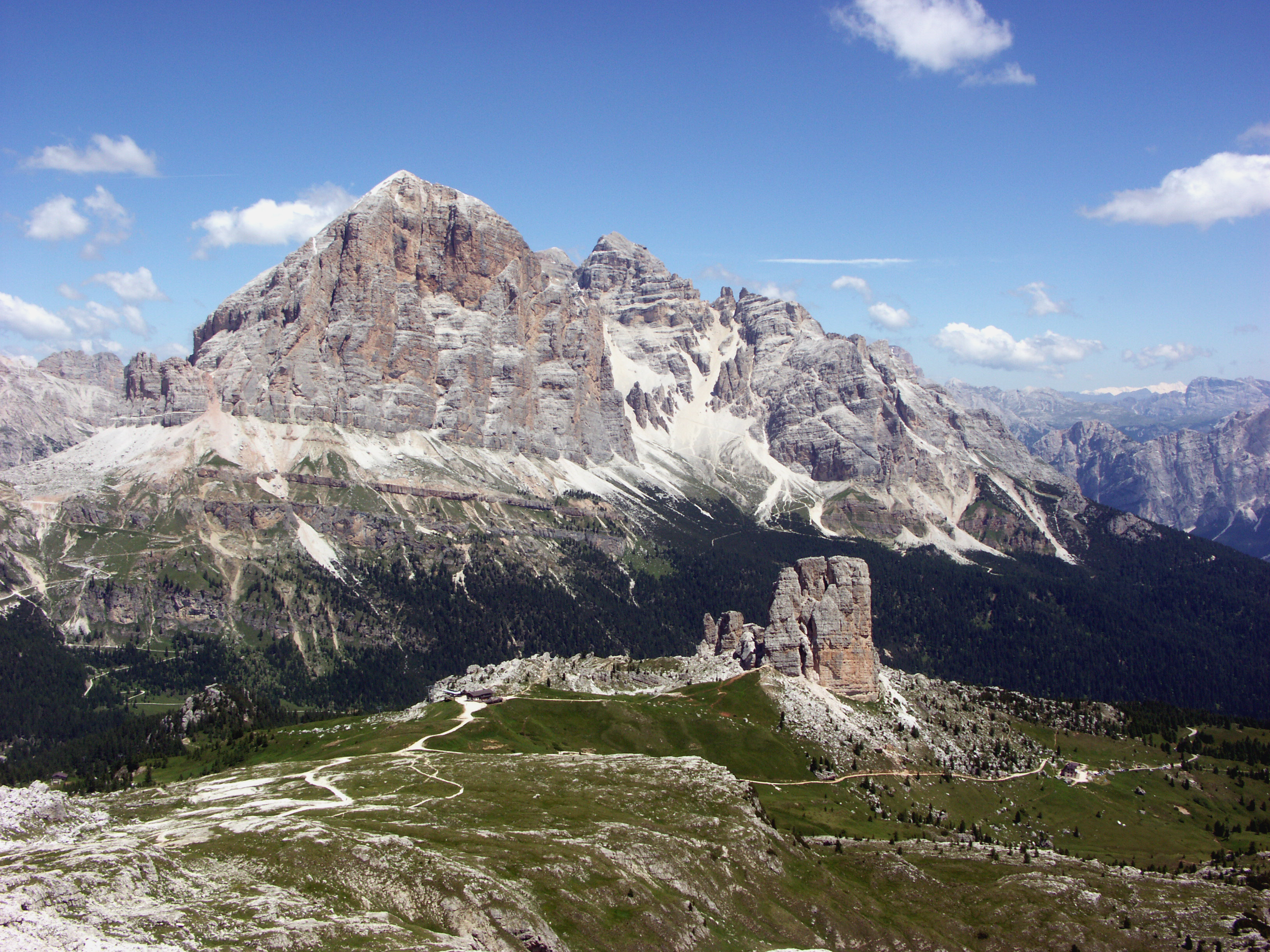
A Cinque Torri délről. Háttérben a Tofana di Rozes.
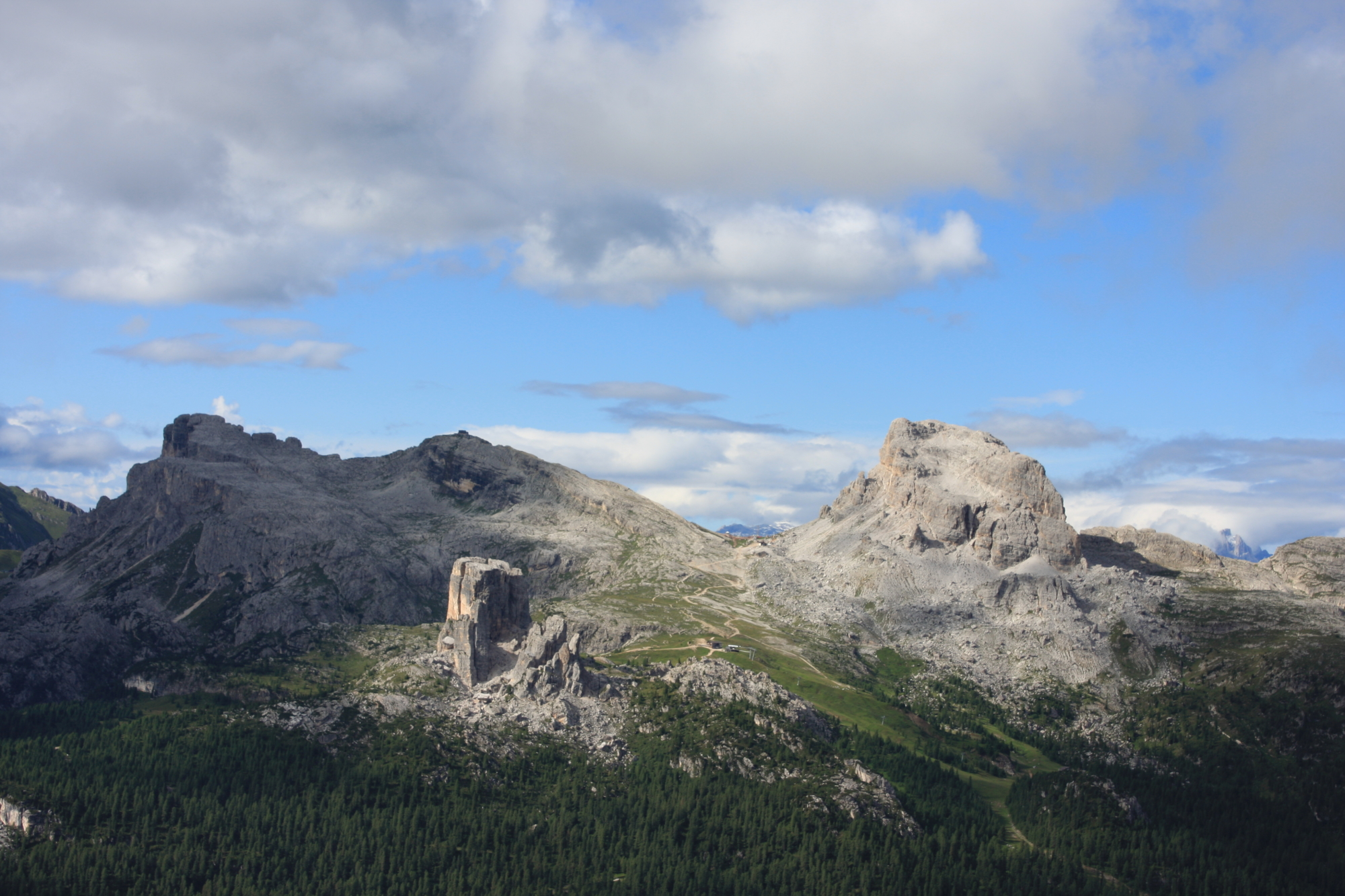
Cinque Torri északról, Nuvolau-csoport (b→j: Gusela, Nuvolau, Averau)
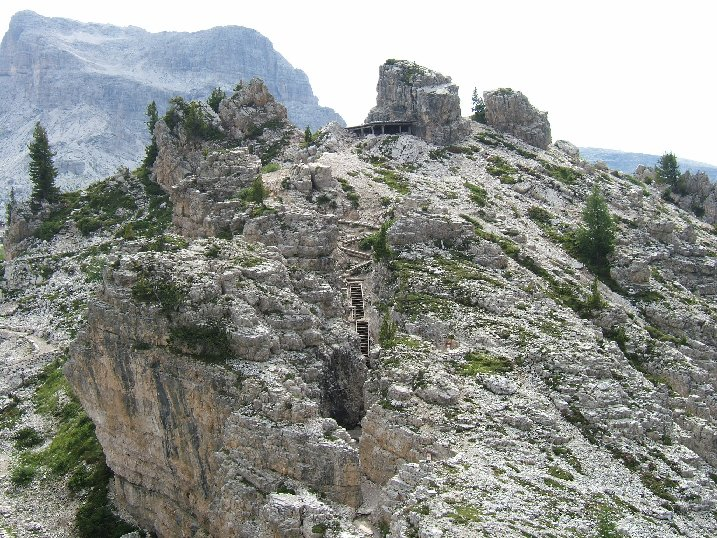
Szabadtéri múzeum a Cinque Torri tetején
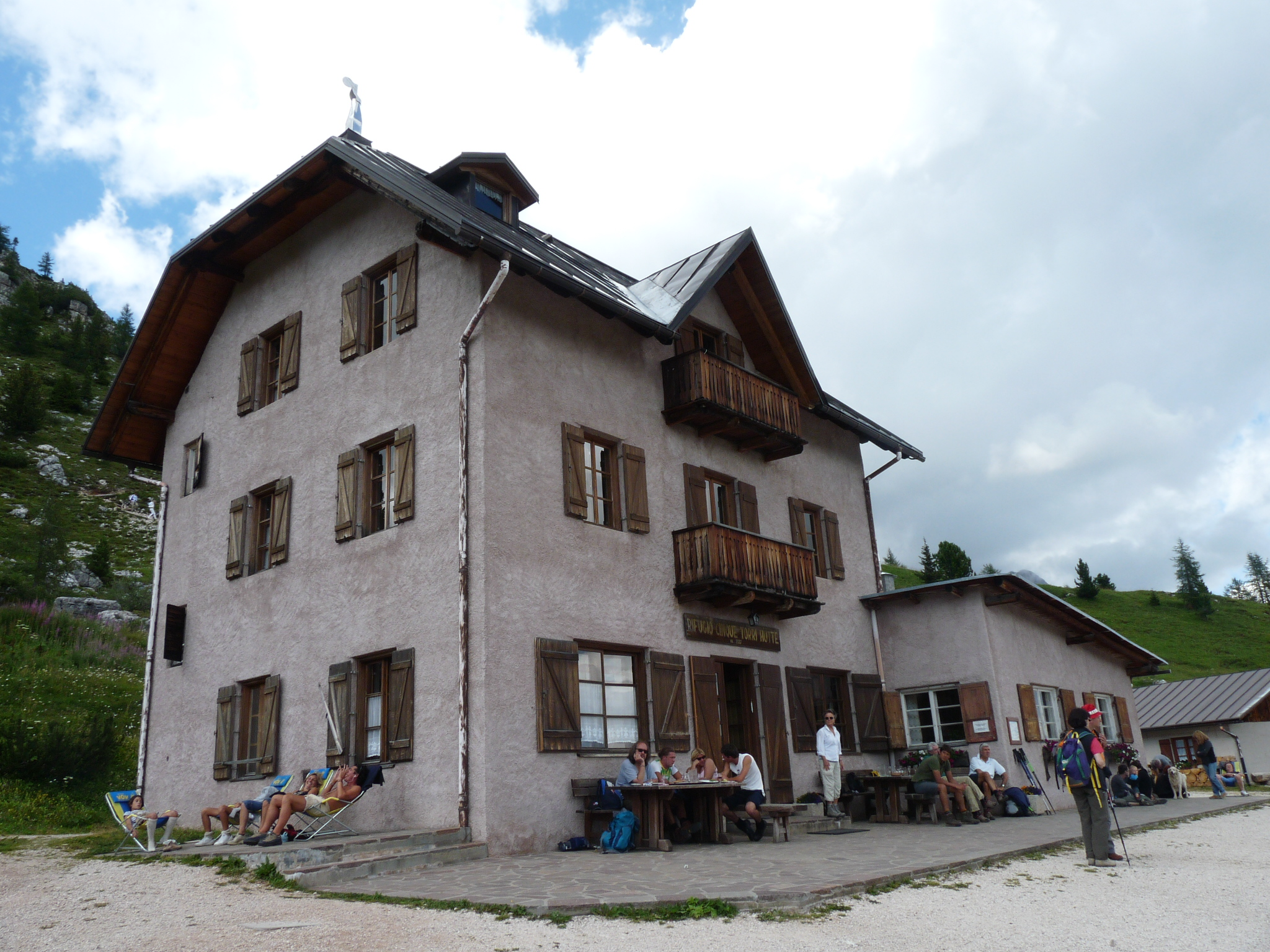
A Cinque Torri menedékház (rifugio)